# 奧澤市鎮
55°56′41″N 10°07′00″E / 55.9447248°N 10.116662°E
奧澤市鎮（丹麥語：Odder  Kommune）是丹麥的一個市鎮，位於日德蘭半島東部，屬中日德蘭大區。面積225.13平方公里，2009年人口21,593人。行政中心为奧澤。